# Узбекистанско-французские отношения
Узбекистанско-французские отношения — двусторонние дипломатические отношения между Узбекистаном и Францией. Государства являются членами Организации Объединённых Наций.

## История
1 марта 1992 года государства подписали в Ташкенте протокол об установлении дипломатических отношений. Договор о дружбе и сотрудничестве подписан 27 октября 1993 года.
Франсуа Миттеран стал единственным президентом Франции, посетивший Узбекистан с официальным визитом в апреле 1994 года. Президент Узбекистана Ислам Каримов дважды официально посещал Францию, в октябре 1993 года, а затем в апреле 1996 года по случаю недели Узбекистана в ЮНЕСКО.
19 мая 2011 года Лола Каримова, младшая дочь президента Узбекистана, выступила с критикой французской ежедневной газеты Rue89 за «клевету» на её отца Ислама Каримова, в частности за то, что в газете он назван «диктатором». В конце июня 2011 года суд во Франции оправдал газету Rue89 по всем пунктам предъявленного обвинения со стороны Лолы Каримовой.
В ноябре 2023 года президент Франции Эмманюэль Макрон посетил с официальным визитом Узбекистан, где встретился с президентом Шавкатом Мирзиёевым.

## Торговля
Объём товарооборота между странами относительно незначителен, но имеет тенденцию к увеличению: удвоился в период с 2006 по 2007 год и достиг суммы 51,7 млн евро экспорта Франции и 157,4 млн евро экспорта Узбекистана. Большая часть узбекского экспорта — это энергоносители, в то время как французский экспорт более диверсифицирован (включая электронные компоненты и химикаты). 35 французских компаний инвестировали в Узбекистан значительные средства: Groupe Geocoton Advens с 2000 года и JCDecaux с 2006 года.
Министерство экономики и финансов Франции в настоящее время пытается укрепить экономические отношения с Узбекистаном.

## Культурные связи
У Франции есть офис Campus France в Ташкенте. Кроме того, в Ташкенте действует французская школа, утвержденная Агентством французского образования за рубежом с 2001 года.

## Дипломатические представительства
- Узбекистан имеет посольство в Париже[5].
- Франция содержит посольство в Ташкенте[6].